# Cocktail d'amore (programma televisivo)
Cocktail d'amore è stato un programma televisivo musicale che andò in onda su Rai 2 per due stagioni dal 14 gennaio 2002 al 25 giugno 2003 in seconda serata.

## Caratteristiche
La trasmissione era condotta da Amanda Lear, affiancata da Massimo Coppola e Enrico Silvestrin nella prima stagione, da Lillo & Greg, Francesca Reggiani, Marcello Cesena e Max Giusti nella seconda.
Il programma prendeva il nome dalla famosa canzone omonima di Stefania Rotolo (poi ricantata come sigla da Amanda Lear) ed era volto a presentare uno spaccato della musica pop e disco italiana e straniera tra la fine degli anni settanta e gli ottanta, presentando selezioni di filmati estratti dalle Teche Rai e interviste in studio ad alcuni dei protagonisti.
La trasmissione era divisa in due parti distinte: il programma vero e proprio in cui Amanda Lear ospitava ed intervistava i protagonisti musicali e televisivi in voga tra il 1978 e il 1989 circa, ovvero gli anni della disco-music e della cosiddetta neotelevisione, e tali interviste erano inframezzate da filmati dell'epoca; dall'altra parte era trasmetta una sit-com con Massimo Coppola ed Enrico Silvestrin che interpretavano due ragazzi spettatori della trasmissione stessa, che commentavano in modo ironico i filmati ed i protagonisti di tale periodo; la stessa scenografia riprendeva questa divisione del programma: per metà era un vero e proprio studio televisivo con tanto di pubblico dove si svolgevano le interviste della Lear, per l'altra era invece ricostruito l'appartamento in cui si svolgeva la sit-com con Coppola e Silvestrin. Nella seconda edizione tale sit-com non venne ripetuta ed al posto di Coppola e Silvestrin (occasionalmente ancora presente) arrivarono Lillo e Greg che fungevano da valletti della trasmissione.
All'interno della trasmissione erano presenti alcuni siparietti comici: le imitazioni di Francesca Reggiani (Sophia Loren, Donatella Versace e Patty Pravo), la parodia de L'ispettore Derrick con Max Giusti, Max Tortora, Marcello Cesena (quest'ultimo imitava anche la stilista Carla Fendi in dei siparietti comici con Francesca Reggiani, la quale presentava la Fendi come "la regina della trasgressione degli anni ottanta"), l'ex pornostar Éva Henger e l'imitazione di Cristiano Malgioglio di Max Giusti.
Altro inserto comico del programma era la rubrica La bottega degli orrori in cui venivano riproposti le canzoni ed i cantanti italiani più improbabili e trash di quegli anni attraverso vecchi filmati della Rai (vittima fissa di tale rubrica era Cristiano Malgioglio).
Gli autori del programma erano Salvo Guercio e Marco Giusti, con la collaborazione di Alberto Piccinini e Massimo Coppola (solo nella prima edizione).
La regia della trasmissione era affidata a David Emmer, figlio del regista cinematografico Luciano.

## Diffusione
Cocktail d'amore è andata originariamente in onda per due stagioni su Rai 2: la prima ogni lunedì dal 14 gennaio al 29 aprile del 2002 (quindici puntate), la seconda ogni mercoledì dal 23 aprile al 25 giugno 2003 (dieci puntate).
Nel 2008 la trasmissione è stata replicata dal canale satellitare RaiSat Premium (sia in versione integrale, sia in versioni condensate da dieci minuti intitolate Cocktail d'amore Zip).